# Manuel García (calciatore 1999)
Manuel García (Nueve de Julio, 11 giugno 1999) è un calciatore argentino, centrocampista del Sarmiento (J).

## Caratteristiche tecniche
È un centrocampista difensivo.

## Carriera
García è cresciuto nel settore giovanile del Sarmiento (J), con cui ha firmato il primo contratto professionistico nel settembre del 2020. Ha debuttato in prima squadra il 24 agosto 2021 nell'incontro di Primera División pareggiato 1-1 contro il Colón (SF).
Nel gennaio del 2024 è stato acquistato a titolo temporaneo dal Central Córdoba (SdE).

## Statistiche

### Presenze e reti nei club
Statistiche aggiornate al 2 aprile 2024.
| Stagione        | Squadra               | Campionato      | Campionato | Campionato | Coppe nazionali | Coppe nazionali | Coppe nazionali | Coppe continentali | Coppe continentali | Coppe continentali | Altre coppe | Altre coppe | Altre coppe | Totale | Totale | Totale |
| Stagione        | Squadra               | Comp            | Pres       | Reti       | Comp            | Pres            | Reti            | Comp               | Pres               | Reti               | Comp        | Pres        | Reti        | Pres   | Reti   |        |
| --------------- | --------------------- | --------------- | ---------- | ---------- | --------------- | --------------- | --------------- | ------------------ | ------------------ | ------------------ | ----------- | ----------- | ----------- | ------ | ------ | ------ |
| 2022            | Sarmiento (J)         | PD              | 3          | 0          | CA+CdL          | 0               | 0               |                    | -                  | -                  |             | -           | -           | 3      | 0      |        |
| 2022            | Sarmiento (J)         | PD              | 4          | 0          | CA+CdL          | 1+0             | 0               |                    | -                  | -                  |             | -           | -           | 5      | 0      |        |
| 2023            | Sarmiento (J)         | PD              | 23         | 0          | CA+CdL          | 1+11            | 0               |                    | -                  | -                  |             | -           | -           | 35     | 0      |        |
| 2024            | Central Córdoba (SdE) | PD              | 0          | 0          | CA+CdL          | 0+8             | 0               |                    | -                  | -                  |             | -           | -           | 8      | 0      |        |
| Totale carriera | Totale carriera       | Totale carriera | 30         | 0          |                 | 21              | 0               |                    | -                  | -                  |             | -           | -           | 51     | 0      |        |